# Бодео М1889
Бодео модел 1889 (енгл. Bodeo Model 1889, итал. Pistola a Rotazione, Sistema Bodeo, Modello 1889), италијански службени револвер с краја 19. века.

## Историја
Револвер Бодео добио је име по председнику италијанске војне комисије која га је усвојила 1889. године. Након усвајања почела је серијска производња и револвер је 1891. постао службени револвер италијанске војске, што је остао наредних 50 година.
Револвери овог типа производили су се у више италијанских фабрика, а током Првог светског рата и у Шпанији за италијанско тржиште. Овај револвер замењен је полуаутоматским пиштољем Глисенти М1910 почетком 20. века, али је остао у служби (и производњи спорадично у Италији и Шпанији) све до Другог светског рата.

## Карактеристике
Модел 1889 произведен је у две различите варијантеː тип Б са округлом цеви и штитником за обарач, и тип А са осмоугаоном цеви и преклопивим обарачем. Бодео је био чврст и једноставан, што је разлог што је трајао тако дуго. Цев се увртала у тело револвера, а пунио се кроз резу са десне стране затварача са шарком на дну, која се отварала уназад. Празне чауре избациване су кроз отворену везу шипком смештеном у шупљој осовини добоша. Реза за пуњење била је повезана са орозом на такав начин да ороз није радио када је реза отворена, али је притискање обарача окретало добош што је олакшавало пуњење. Овај механизам познат је под именом Абади систем, и често се сретао код европских револвер тог времена (нпр. Раст и Гасер). 